# SS-9000
タカトクトイス SS-9000とは、タカトクトイスがかつて発売していたエアソフトガンである。

## 概要
SS-9000は、1980年代に発売された、タカトク製エアソフトガン「SSシリーズ」の上級モデルである。
SSシリーズのバリエーションとして、SS-9000以外に「SSオートマグ」「SS-5000」「SS-7000」「SSスーパーX」があった。
名称の「9000」は、初期の定価が9000円であったことにちなむ。機構はエアボルトアクションで、使用弾は7mmツヅミ弾を薬莢にセットしたものをロータリー式弾倉に5発装填する。モチーフとなる実銃を持たない完全なオリジナル設計である。このオリジナルの登場後、パワーアップ対策のなされたSSスーパー9、アジャスタブルストックを搭載したSSスーパーXといったバリエーション展開もなされた。
販売元がタカトクから、マツシロへ変更の際、「SSオートマグ」「SS-5000」「SS-7000」がラインナップから消え、「SS-9000」についてもシリンダーヘッドの固定方法で、初期のタカトク製が、ピンで固定されていたの対し、マツシロ以降では、カシメによる固定へ変更になった、叉、使用するツヅミ弾も形状の変更がなされ、付属するカート長も変った。
2011年現在は、クラウンモデルからスーパーライフルU10ジュニアとして機関部分はSS-9000のままで銃身をプラスチックとアルミバレルに改修し、ボルトを10歳向け威力に引き下げ、カート・カートレス切替機構、可変ホップアップシステムを搭載したエアソフトガンとして復活した。青少年保護育成条例が原因で売りづらくなったエアソフトガン業界で、かつてサバイバルゲームやコインシューティングの王者だったエアソフトガンが子供向けライフルとして人気を呼んでいる。

## サバイバルゲーム黎明期の名銃
ノーマルでは気密性の問題もあり大した威力はなかったが、サバイバルゲームの黎明期、カスタムパーツメーカーによるノズルを持ったシリンダーやそれに対応したチャンバー、強化スプリングによりパワーアップされたSS-9000の性能は群を抜き、本製品はスナイパーの主力装備として確固たる地位を築いた。
BB弾の登場に伴い、ユーザー側でBB弾対応、カートレス(薬莢不要)化等の改造も行われた。SS-9000はプラスドライバー1本で完全分解が可能であり、さらにポンプ部のシリンダー容量が大きく、構造が単純であったためカスタムが容易であった。そのため、「カスタムパーツだけで1挺組み上げられる」とまで言われ、桑田商会を筆頭に多くのショップからカスタムパーツが発売された。
中でもHACメカトロの、パワーソースをガスにしたガスシリンダーはハイパワーを軽いコッキングで可能にし人気を博した。
その後、タカトクの倒産に伴い、マツシロ、マスダヤとメーカーを渡り歩き、マルコシに渡ったところで6mmBB弾用への近代化改修を受け、UXスーパー9となる。そのカスタムの容易さにより、ハイパワー時代も乗り切った。当時主流だったBV式ガスガンはパワーを上げやすい事で知られていたが、命中精度は現在のエアソフトガンに比べて非常に低かったため、スナイパーライフルとしてサバイバルゲームにおいてもそれなりの地位を保っていた。
しかし1990年代に入ると、精密射撃を念頭に置いたマルゼンのエアボルトアクションライフル、APS-2が登場し「単なる玩具」に過ぎないSS-9000系の製品は狙撃銃の主役の座をついに明け渡すこととなった。
それでも「サバゲ―ブームの一端を担った銃」と、この銃を名銃視するゲーマーは少なくない。

## SS-9000のライバル
SS-9000は長きに渡り、サバイバルゲームの主力火器の座に君臨していた。そんなSS-9000のライバルといえば、次の2挺が挙げられる。
- マルゼン KG-9
エアコッキング式サブマシンガン。これにレピーターハンドルを取り付け、カートレス式に改造したものは、当時のアタッカーの頼れる一挺となった。そして、このKG-9を装備したアタッカーとSS-9000を持ったスナイパーが激戦を繰り広げていたのである。
- マルゼン APS-2
競技用と銘打ってリリースされたエアボルトアクション。その命中精度は全くの無改造でも非常に高く、SS-9000を王座から蹴落すこととなった。

## 登場作品
『ガメラ 大怪獣空中決戦』
麻酔銃として登場。陸上自衛隊が、福岡ドームで行われた「ギャオス捕獲作戦」にて使用する。
『こちら葛飾区亀有公園前派出所』
実在するカスタムガン「SS-90000」に触発され、両津勘吉がSS-9000に強力なメインスプリングを仕込んだカスタムガン「SS-900000000」を製作するが、スプリングの圧力に耐えられず、試射の寸前に崩壊してしまう。ハイパワー時代を象徴するかのようなエピソードである。